# Henric I de Hainaut

Blazonul Împăratului latin al Constantinopolului

Henric I (n. 1174 - d. 1216) a fost cel de al doilea împărat al Imperiului Latin de Constantinopol, constituit ca urmare a Partitio terrarum imperii Romaniae din 1204. A fost fiul cel mai tânăr al contelui Balduin al V-lea de Hainaut (devenit ulterior Balduin al VIII-lea de Flandra) și al Margaretei I de Flandra, sora contelui Filip de Alsacia.

## Cruciada a patra
Henric de Hainaut s-a raliat Cruciadei a patra din 1201 și s-a distins pe parcursul celor două asedii ale Constantinopolului din 1203 și 1204 și cu ocazia evenimentelor imediat ulterioare. Pe parcursul asediului din iulie 1203, Henric a fost unul dintre comandanții celor 8 divizii, celelalte fiind conduse de Bonifaciu de Montferrat (comandantul cruciadei), dogele Enrico Dandolo, contele Ludovic I de Blois , fratele lui Henric Balduin de Flandra, contele Hugue de Saint Pol etc. Pe parcursul celui de al doilea asediu (1204), Henric a condus o expediție rapidă în vederea identificării de provizii cu grâne a armatei cruciate și a prădat un castel din Philia, pe coasta Mării Negre, aflându-se în fruntea, potrivit mărturiei cronicarului Robert de Clari, a 30 de cavaleri. În ciuda unei ambuscade pregătite împotriva lui de către împăratul bizantin Alexios al V-lea Ducas Murtzuphlos, Henric a reușit  să se strecoare printre rândurile trupelor bizantine și totodată să pună mâna pe o icoană extrem de venerată de către greci și să revină în tabăra cruciaților, reușind astfel să își câștige o mare faimă în rândurile acestora.

## Imperiul Latin
Atunci când fratele sau mai vârstnic, Balduin, devenit între timp împărat latin de Constantinopol, a căzut prizonier în bătălia de la Adrianopol din aprilie 1205 în mâinile țarului Ioniță Caloian al Bulgariei, Henric a fost ales să dețină regența Imperiului, iar la aflarea veștii că Balduin nu mai este în viață Henric a preluat conducerea directă, fiind încoronat ca împărat la 20 august 1206.
Ca împărat, Henric s-a dovedit a fi un conducător înțelept, domnia sa constând în lupte reușite cu Ioniță Caloian și cu împăratul proclamat de greci la Niceea, Theodor I Laskaris. În continuare, a reușit să îi respingă pe bulgari, ca urmare a unei victorii decisive obținute în anul 1208 la Philippopolis asupra noului țar, Borilă. Odată stabilizată situația pe frontul european, Henric a întreprins o campanie împotriva niceenilor, extinzând dominația Imperiului Latin (care se limitase în Asia Mică la micul oraș Pegai) în urma campaniilor reușite din 1207 (asupra Nicomediei, astăzi Izmit) și 1211–1212, în urma căreia a intrat în posesia importantului oraș niceean Nymphaion. Cu toate că Theodor Laskaris nu a reușit să împiedice această din urmă expediție, Henric I a decis să își axeze atenția asupra chestiunilor din Europa, drept pentru care a încheiat un armistițiu cu împăratul de la Niceea în 1214, prin care posesiunile latine și cele niceene era divizate între cei doi.
Pe plan intern, împăratul Henric I a demonstrat un temperament diferit față de cel al celor mai mulți dintre cruciați, reflectat în preocuparea sa față de supușii greci, pe care îi trata în egală măsură cu cei latini. Georgios Akropolites, istoricul bizantin contemporan, notează că Henric "deși franc prin naștere, s-a comportat curtenitor cu romanii [adică grecii] care proveneau din orașul lui Constantin și i-a promovat pe mulți dintre ei în rândul puternicilor săi, în vreme ce pe cei de condiție modestă i-a tratat ca pe propriii săi oameni." De asemenea, atunci când legatul papal Pelagio Galvani, episcop de Albano, a sosit la Constantinopol în 1213 și a început să aresteze pe unii clerici ortodocși și să le închidă bisericile la ordinele papei Inocențiu al III-lea, Henric a contramandat ordinele respective la solicitarea clerului grec din oraș.
Henric I s-a dovedit a fi curajos dar nu crud, tolerant dar nu slab, posedând "superiorul curaj de a se opune, într-o epocă plină de superstiții, mândrie și lăcomie a clerului."Împăratul s-a stins din viață  la 11 iunie 1216, se pare otrăvit de către Oberto di Biandrate, fost regent de Salonic. sau la instigarea soției sale bulgăroaice Maria. 
La moartea sa, cumnatul său Petru al II-lea de Courtenay a preluat moștenirea imperială, însă nu a ajuns niciodată la Constantinopol, drept pentru care în anii 1217-1219 Imperiul Latin de Constantinopol a fost condus efectiv de către Yolanda, sora lui Balduin I și a lui Henric I, cu titlul de regentă.

## Familia
Henric s-a căsătorit prima dată în 1204, cu Agnes de Montferrat, fiica lui Bonifaciu de Montferrat, comandantul cruciadei, însă aceasta a murit, probabil în timpul nașterii, odată cu copilul.
Încheindu-se pacea cu bulgarii, o alianță matrimonială a fost stabilită în 1213 între Henric I și Maria de Bulgaria, fiica lui Ioniță Caloian și nepoata de țarului Borilă.
Din această căsătorie nu au rezultat copii. Totuși, Henric ar fi avut o fiică de pe urma unei relații extraconjugale, care mai târziu se va căsători cu conducătorul unei mici formațiuni politice a vlahilor din zona Munților Rodopi, Alexei Slav.